# كازو كوروكي
كازو كوروكي (باليابانية: 黒木和雄 ) (و. 1930 – 2006 م) هو مخرج أفلام، وكاتب سيناريو ياباني، ولد في ماتسوساكا، ميه، توفي عن عمر يناهز 76 عاماً، بسبب سكتة.

## التعليم
تعلم في جامعة دوشيشا.

## وصلات خارجية
- كازو كوروكي على موقع IMDb (الإنجليزية)
- كازو كوروكي على موقع ألو سيني (الفرنسية)
- كازو كوروكي على موقع أول موفي (الإنجليزية)
- كازو كوروكي على موقع قاعدة بيانات الفيلم (الإنجليزية)
- كازو كوروكي على موقع كينوبويسك (الروسية)